# Jeremiah H. Pierson
Jeremiah Halsey Pierson (* 13. September 1766 in Newark, Provinz New York; † 12. Dezember 1855 in Ramapo, New York) war ein US-amerikanischer Jurist und Politiker. Zwischen 1821 und 1823 vertrat er den Bundesstaat New York im US-Repräsentantenhaus.

## Werdegang
Jeremiah Halsey Pierson wuchs während der britischen Kolonialzeit auf. Seine Familie zog 1772 nach Richmond (Massachusetts). Er besuchte öffentliche Schulen in Richmond und Stockbridge. Danach schloss er seine Vorstudien ab. Er studierte Jura und begann nach dem Erhalt seiner Zulassung als Anwalt in Massachusetts zu praktizieren. 1795 zog er nach New York und ließ sich in Ramapo nieder. Dort war er weiter als Anwalt tätig, ging aber auch kaufmännischen Geschäften nach und war in der Produktion tätig. Er war zwischen 1800 und 1811 Friedensrichter sowie 1808 beisitzender Richter (associate justice) am Court of Common Pleas. Er trug maßgeblich die Verantwortung für die Sicherheit bei dem Bau der Erie Railroad. Politisch gehörte er der von Thomas Jefferson gegründeten Demokratisch-Republikanischen Partei an. Bei den Kongresswahlen des Jahres 1820 wurde er im dritten Wahlbezirk von New York in das US-Repräsentantenhaus in Washington, D.C. gewählt, wo er am 4. März 1821 die Nachfolge von Caleb Tompkins antrat. Da er auf eine erneute Kandidatur im Jahr 1822 verzichtete, schied er nach dem 3. März 1823 aus dem Kongress aus. Danach ging er wieder seinen früheren Geschäften nach. 1831 nahm er als Delegierter an der National-Republican Convention in Baltimore teil. Er verstarb am 12. Dezember 1855 in Ramapo und sein Leichnam wurde dann auf dem lokalen Friedhof beigesetzt.